# Marguerite Esquilar
Marguerite Esquilar, née à Toulouse le 24 avril 1870 et morte le 23 août 1961 à São Paulo, est une actrice de théâtre et une artiste lyrique française.

## Biographie

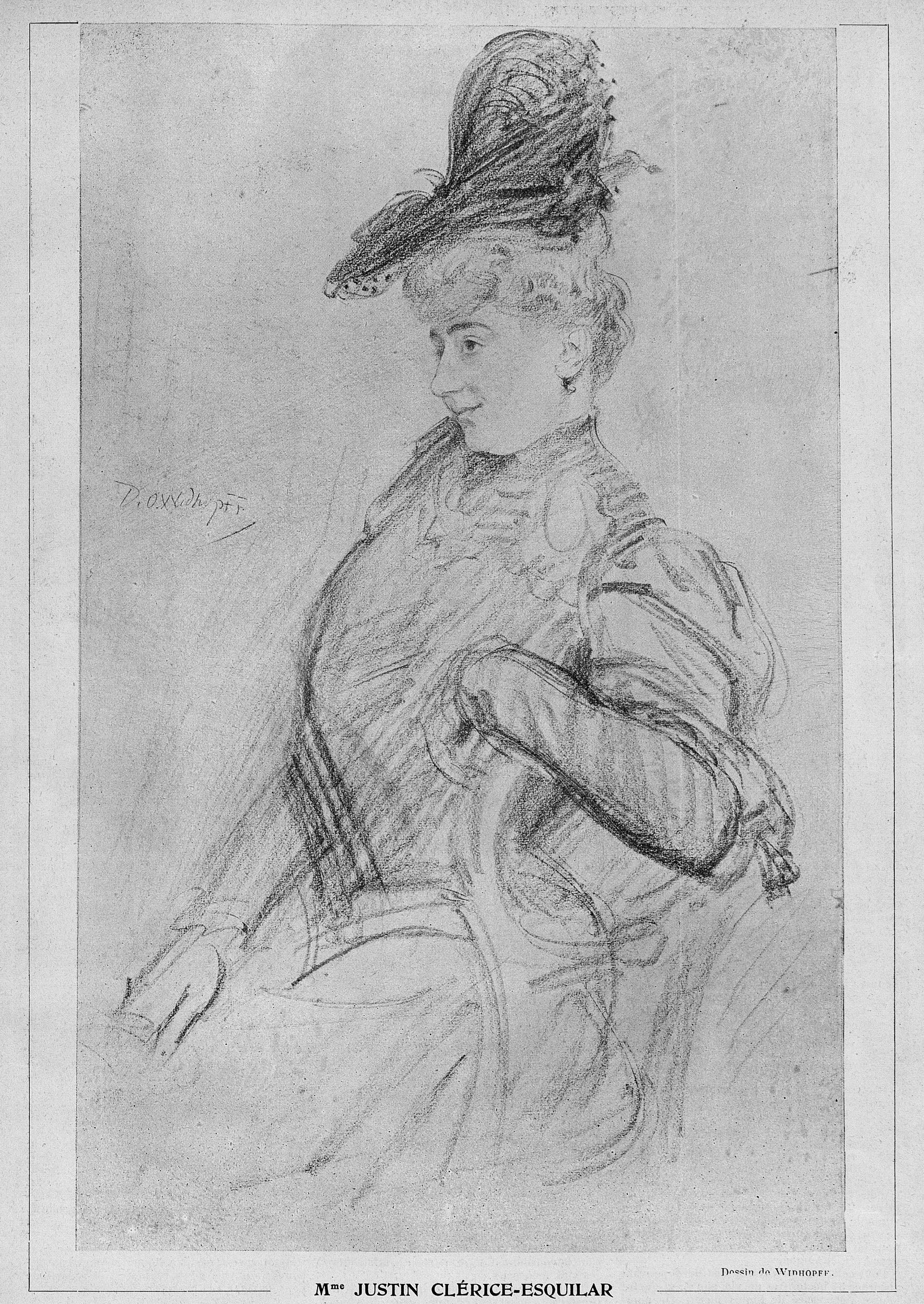
Mme Justin Clérice-Esquilar, 1906

Marguerite Jeanne Eugénie Esquilar naît à Toulouse en 1870, fille de Jean Joseph Auguste Esquilar, négociant, et de Joséphine Hippolyte Tougne, marchande de modes, son épouse.
Elle entre au conservatoire de Toulouse et obtient le prix de comédie. Elle suit ensuite à Paris les cours de Saint-Germain et Henri Dupont-Vernon au conservatoire. Elle fait ses débuts au théâtre du Parc à Bruxelles en 1891 dans Denise d'Alexandre Dumas. Elle passe au théâtre des Célestins à Lyon où elle joue le rôle de Marie Letellier dans Les Fourchambault d'Émile Augier, dans Le Prince d'Aurec d'Henri Lavedan, le rôle de Germaine Ferraud dans Amoureuse de Georges de Porto-Riche (1893) ; puis à Paris au théâtre du Gymnase où elle crée La Servante de Henri Lafontaine et Marthe d'Ernest Daudet en 1893. Engagée au théâtre de l'Ambigu, elle y fait des créations La Fée Printemps, Les Deux drapeaux (1894) et le rôle de Marie-Blanche dans La Mendiante de Saint-Sulpice (1895), ainsi que les reprises de La Voleuse d'enfants et de Roger la honte.
Engagée par Coquelin aîné au Théâtre de la Porte-Saint-Martin, pour jouer Thermidor de Victorien Sardou,, Maritana dans Don César de Bazan (1896), elle y crée le rôle de Thérèse de Réval dans Le Colonel de Roquebrune de Georges Ohnet en 1896, La Mort de Hoche de Paul Deroulède (1897), le rôle de Sœur Marthe, lors de la première de Cyrano de Bergerac (1897), Plus que reine d'Émile Bergerat (1899), Jean Bart d'Edmond Haraucourt en 1900 et le rôle-titre de La Dame de Montsoreau la même année. Elle reprend le rôle de Roxane dans Cyrano de Bergerac en 1900.
Elle débute sur la scène en tant que chanteuse le 29 novembre 1901 sous la direction de Victor Sylvestre au théâtre du Château-d'Eau, dans le rôle d'Arabelle dans Surcouf de Henri Chivot et Alfred Duru, musique de Robert Planquette. Le 20 décembre 1901, elle reprend le rôle de Stella dans La Fille du tambour-major. Elle chante Ordre de l'empereur !, opéra-comique de Paul Ferrier et Justin Clérice au théâtre de la Gaîté en 1902. Elle chante Les Vingt-huit jours de Clairette en 1902 au casino de Monte-Carlo et se produit sur cette même scène pendant la saison 1904-1905.
Elle épouse Justin Clérice à Toulouse le 23 mai 1905,, renonce au théâtre et donne des cours de diction dramatique et de diction chantée. Veuve en septembre 1908, après la mort prématurée de son mari à l'âge de 44 ans, elle est nommée en novembre professeure de déclamation au conservatoire de Toulouse. Elle en démissionne l'année suivante.
Remariée avec un architecte uruguayen nommé Mauricio Erro,, elle émigre avec lui sur le continent américain. Établie à São Paulo, elle est à nouveau veuve en 1957 et meurt en 1961 sous le nom de Margarita Esquilar De Erro.

## Décorations françaises
- Officier de l'Instruction publique (officier d'académie)[16]